# Dimitrios Loundras
Dimitrios Loundras (4 de septiembre de 1885 - 15 de febrero de 1971) fue un gimnasta griego. Compitió en los Juegos Olímpicos de Atenas de 1896.
Loundras compitió en el evento de Barras paralelas por equipos, del programa de gimnasia. Fue miembro del equipo Ethnikos Gymnastikos Syllogos, que quedara tercero (de tres equipos participantes) en la competencia de Barras paralelas del programa de gimnasia, ganando la medalla de bronce. Con 10 años y 218 días es el atleta más joven de todos los Juegos Olímpicos en ganar una medalla, siempre que no se tenga en cuenta al niño desconocido, supuestamente de nacionalidad francesa, que fue timonel en el equipo ganador de la medalla de oro en la competición de remo de los Juegos Olímpicos de París 1900, cuya edad se desconoce.
Loundras sirvió, en ambas guerras mundiales, en la marina griega, bajo el rango de almirante.